# Thijs Kemperink
Thijs Kemperink (Albergen, 28 november 1982) is een Nederlands cabaretier.

## Carrière
Kemperink is een geboren en getogen Tukker. Zijn afkomst komt met regelmaat terug in zijn shows. 
Kemperink begint zijn loopbaan als cabaretier/comedian in 2007. In 2008 schrijft en speelt hij zijn eerste avondvullende show: 'Achteraf bekeken'. Daarmee introduceert de Tukker zich bij regionale podia en de theaterwereld. In 2013 volgt zijn tweede programma 'Gas d'r Op'. Een programma waarmee hij ook buiten de regio Twente te zien was. In januari 2016 ging zijn programma 'Zleur' in première. Met 'Bonje' maakte hij ook naam in de rest van Nederland. Vanaf 2020 staat hij met 'Eerlijk duurt het kortst!' in de theaters. Op 14 februari 2020 ging de voorstelling in première in een uitverkocht Wilminktheater in Enschede. 

### Twentse Eindejaarsconference
Sinds 2016 is Kemperink onderdeel van de vaste samenstelling met André Manuel, Bert Eeftink, Jan Riesewijk en Nathalie Baartman voor de Twentse Eindejaarsconference. De Twentse Eindejaarsconference wordt gespeeld in het Wilminktheater en uitgezonden bij RTV Oost.

### Goeie Tukkers zijn geen Motherf*ckers
Samen met cabaretiers André Manuel en Ernest Beuving schrijft Kemperink jaarlijks een programma als Goeie Tukkers zijn geen Motherf*ckers. Met deze voorstelling tour het drietal in de maand september langs kleine, regionale theaters en kroegen. De voorstellingen hadden o.a. de titels 'Deel 3 (Sie Sind Wieder Da)' en 'Goeie Tukkers zijn geen Motherf*ckers organiseren een Tukkerwareparty'.

### Ovatie Cabaretfestival Apeldoorn
In 2011 wint Kemperink het Ovatie Cabaretfestival Apeldoorn. Wouter Monden, Theo van Duren en Thijs Kemperink gingen daarin met elkaar de strijd aan om de bronzen Ovatie Cabarettrofee. Bij het OCF bepaalt het publiek wie de beste cabaretier is.

### Documentaire
In 2016 maakt documentairemaker Niels Horstman een portret van Kemperink. Horstman, die eerder Ilse DeLange en Waylon naar het Eurovisiesongfestival volgde, maakte een portret waarbij niet de spotlights, maar het leven daarbuiten een centrale rol speelt.